# Castell de Freixenet
El Castell de Freixenet és un edifici de Sant Agustí de Lluçanès (Osona) declarat bé cultural d'interès nacional.

## Descripció
De l'antiga fortalesa en resten només ruïnes del setial i és visible un fossat. Al costat est queda a la vista un fragment de mur amb espitlleres.

## Història
El 1109 es documenta el primer membre de la família quan Bernat Ermengol de Freixenet rebé de mans de Guillem Bernat de Duocastella la castlania de Duocastella. La família Freixenet segueix apareixent en la documentació fins a finals del segle xiv.